# Demilitarisierte Zone (Korea)

Demilitarisierte Zone (DMZ)
Demarkationslinie in der Mitte der DMZ
38. Breitengrad

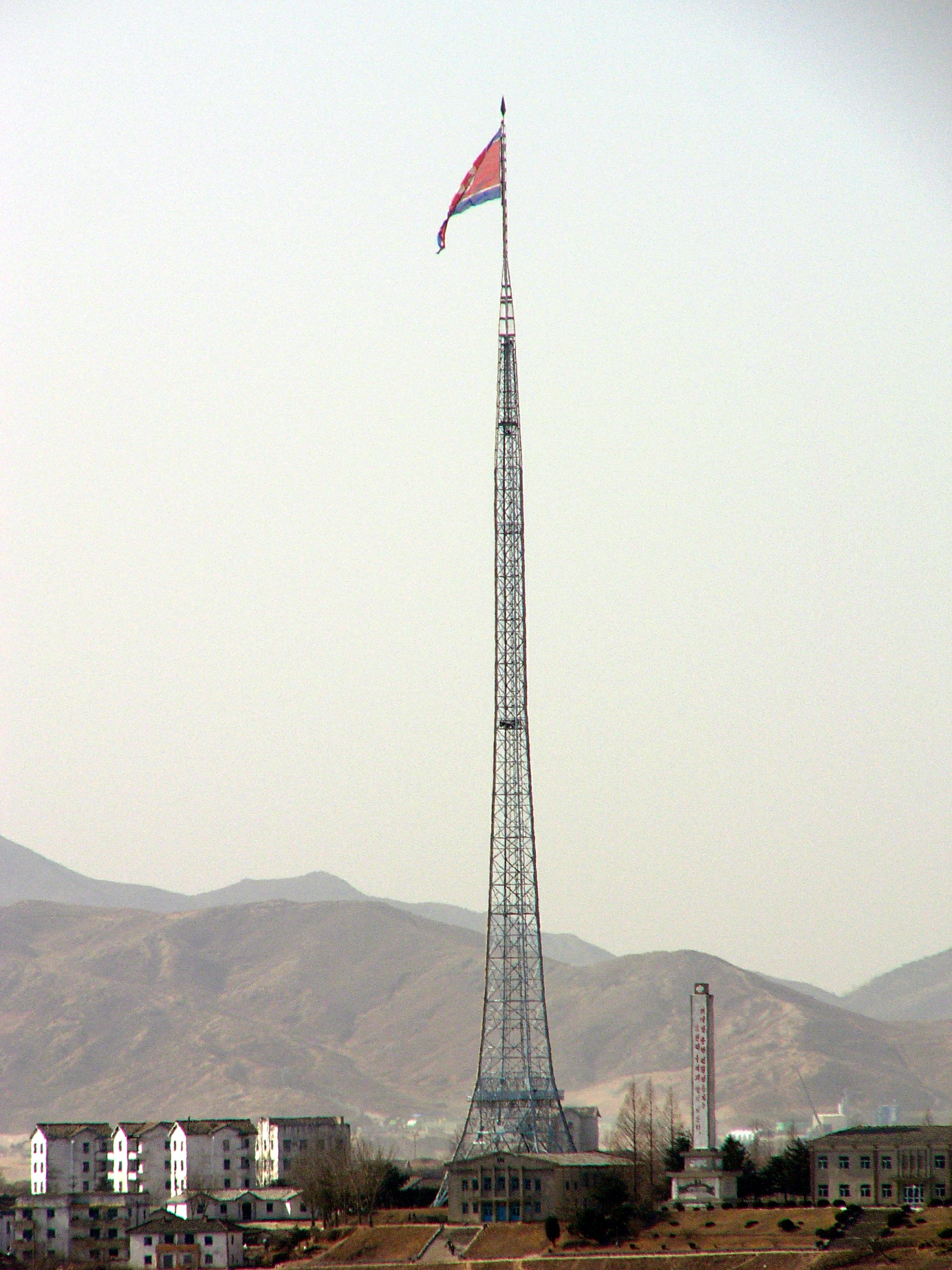
Die nordkoreanische Flagge über Kijŏng-dong
Mit 160 m Höhe ist dies der sechsthöchste Flaggenmast der Welt
Die Flagge allein wiegt 270 kg

Die Demilitarisierte Zone (DMZ) ist eine entmilitarisierte Zone auf der koreanischen Halbinsel, die diese in Nord- und Südkorea aufteilt. Sie wurde nach dem drei Jahre dauernden Koreakrieg im Jahre 1953 eingerichtet und läuft von West-Südwest nach Ost-Nordost quer über die Halbinsel, wobei sie nördlich von Seoul den 38. Breitengrad schneidet, der bis zum Kriegsausbruch die Grenze zwischen beiden Staaten bildete. Sie ist 248 Kilometer lang und ungefähr vier Kilometer breit. In ihrer Mitte verläuft die Militärische Demarkationslinie (MDL), die Grenze zwischen Nord- und Südkorea.
Die DMZ wird durch das in Panmunjeom am 27. Juli 1953 zwischen der UNO und Nordkorea abgeschlossene Waffenstillstandsabkommen begründet. Die Waffenstillstandskommission MAC (von englisch Military Armistice Commission) verwaltet die DMZ und besteht aus Vertretern beider Seiten. Das Betreten der DMZ ohne Genehmigung der Waffenstillstandskommission ist beiden Seiten grundsätzlich untersagt. Die Neutral Nations Supervisory Commission (NNSC) unterstützt das Waffenstillstandsabkommen mit Überwachungen, Beobachtungen, Inspektionen und Untersuchungen. Insbesondere sorgt es dafür, dass keine weiteren ausländischen Truppen und Militärgerät in Korea eingeführt werden. Die bei der Kommission im Namen erwähnten neutralen Staaten sind Schweden und die Schweiz für Südkorea, Polen und die Tschechoslowakei für Nordkorea. Ihre Soldaten wurden auf der entsprechenden Seite der Grenze stationiert. Nach dem Fall des Eisernen Vorhangs wurden die Polen und Tschechen 1993 auf Veranlassung Nordkoreas abgezogen. Bis heute sind für die NNSC ständig je fünf schweizerische und schwedische Soldaten in Panmunjeom stationiert, Polen nimmt nur gelegentlich an Sitzungen – jetzt auch in Südkorea – wieder teil.

## Bezeichnung
Neben dem allgemeinen Begriff entmilitarisierte Zone (EMZ) hat sich unter dem Einfluss von englisch demilitarized zone die Bezeichnung demilitarisierte Zone (DMZ) als Synonym etabliert. Speziell bei der Zone zwischen Nord- und Südkorea ist die Bezeichnung demilitarisierte Zone gebräuchlich.

Ausschnitt der Koreanischen Halbinsel mit der DMZ (gelbes Band)

## Geschichte

### Überblick

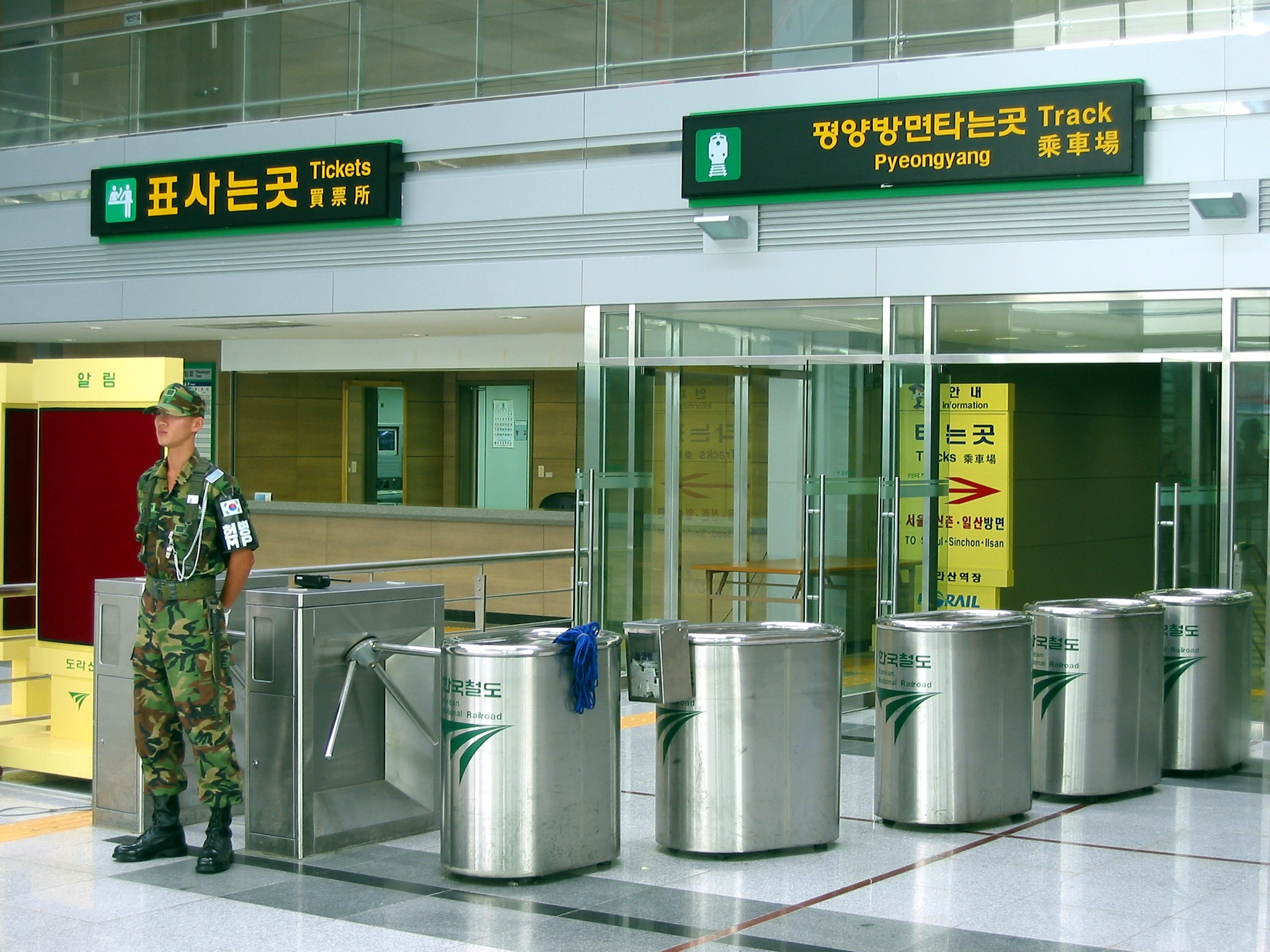
Dorasan, der letzte Bahnhof vor der Grenze.

Nachdem 1945 mit der Kapitulation Japans der Zweite Weltkrieg beendet worden war, wurde die Provinz Chōsen, welche dem Gebiet des seit 1910 in das Japanische Kaiserreich eingegliederten und kolonisierten Koreas entsprach, von den Siegermächten entlang des 38. Breitengrads in zwei Besatzungszonen aufgeteilt. Der Süden wurde von US-amerikanischen Truppen besetzt, der Norden kam unter Kontrolle der Roten Armee.
Als 1948 zuerst im Süden und wenige Monate später auch im Norden Staaten ausgerufen wurden, die Anspruch auf die gesamte Koreanische Halbinsel erhoben, eskalierte der Konflikt 1950 zum Koreakrieg. Im Waffenstillstandsvertrag wurde 1953 die Einrichtung einer entmilitarisierten Zone vereinbart, die beide Staaten voneinander trennt.
In der DMZ kam es immer wieder zu direkten Konflikten. Neben einer Reihe von Überfällen und Überläufen von beiden Seiten war ein Streit im Jahr 1976 über das Fällen eines Baums an der MDL, in dessen Verlauf zwei US-amerikanische Soldaten von der Nordkoreanischen Volksarmee getötet wurden, ein ernsthafter Zwischenfall. Im Zeitraum von 1974 bis 1990 wurden insgesamt vier Tunnel gefunden, die vom Norden aus unter der DMZ in den Süden gegraben wurden; möglicherweise um im Kriegsfall Militäreinheiten unbehelligt durch die DMZ zu transportieren. Es wird vermutet, dass es weitere, noch nicht entdeckte Tunnel gibt. Heute können einzelne Tunneleingänge von Touristen besichtigt werden.
Die Pjöngjang-Kaesŏng-Schnellstraße verbindet seit dem 15. April 1992 die Hauptstadt Nordkoreas direkt mit dem Grenzgebiet. Die Breite der DMZ beträgt durchschnittlich 4000 m.

### Chronologie wichtiger Vorfälle an der DMZ
- Oktober 1966 – Oktober 1969: Gefechte entlang der DMZ führten insgesamt zum Tod von 43 US-Amerikanern, 299 Südkoreanern und 397 Nordkoreanern[7].
- 17.–25. Januar 1968: 31 nordkoreanische Kommandosoldaten überquerten die DMZ verkleidet als südkoreanische Soldaten, um die „Blue House Raid“ durchzuführen, ein Versuch, den südkoreanischen Präsidenten Park Chung Hee in seinem Amtssitz, dem Blauen Haus, zu ermorden. Die Mission schlug fehl und führte zum Tod von 29 Kommandosoldaten (einer davon beging Selbstmord) und zur Gefangennahme der beiden anderen. Auf südkoreanischer Seite wurden zwei Polizisten und fünf Zivilisten von den Kommandos getötet. Andere Berichte gehen von bis zu 68 getöteten und 66 verwundeten Südkoreanern aus. Drei amerikanische Soldaten wurden getötet und drei weitere verwundet, als sie die Flucht der Kommandos über die DMZ verhinderten.[8][9]

- Oktober 1968: 130 nordkoreanische Kommandosoldaten drangen bei Ulchin und Samcheok in die südkoreanische Provinz Gangwon-do ein. Schließlich wurden 110 von ihnen getötet, 7 gefangen genommen und 13 entkamen.
- März 1969: Sechs nordkoreanische Eindringlinge überquerten die Grenze bei Chumunjin in Gangwon-do und töteten einen südkoreanischen Polizisten auf Streife.
- April 1970: Bei einem bewaffneten Zusammenstoß nahe Kumchon in der südkoreanischen Gyeonggi-do Provinz starben drei nordkoreanische Eindringlinge und fünf südkoreanische Soldaten wurden verwundet.
- 20. November 1974: Der erste einer Reihe nordkoreanischer Infiltrationstunnel unter der DMZ wurde entdeckt. Das amerikanisch-südkoreanische Untersuchungsteam löste dabei eine nordkoreanische Sprengfalle aus, wodurch ein US-Soldat starb und sechs weitere Soldaten verletzt wurden.

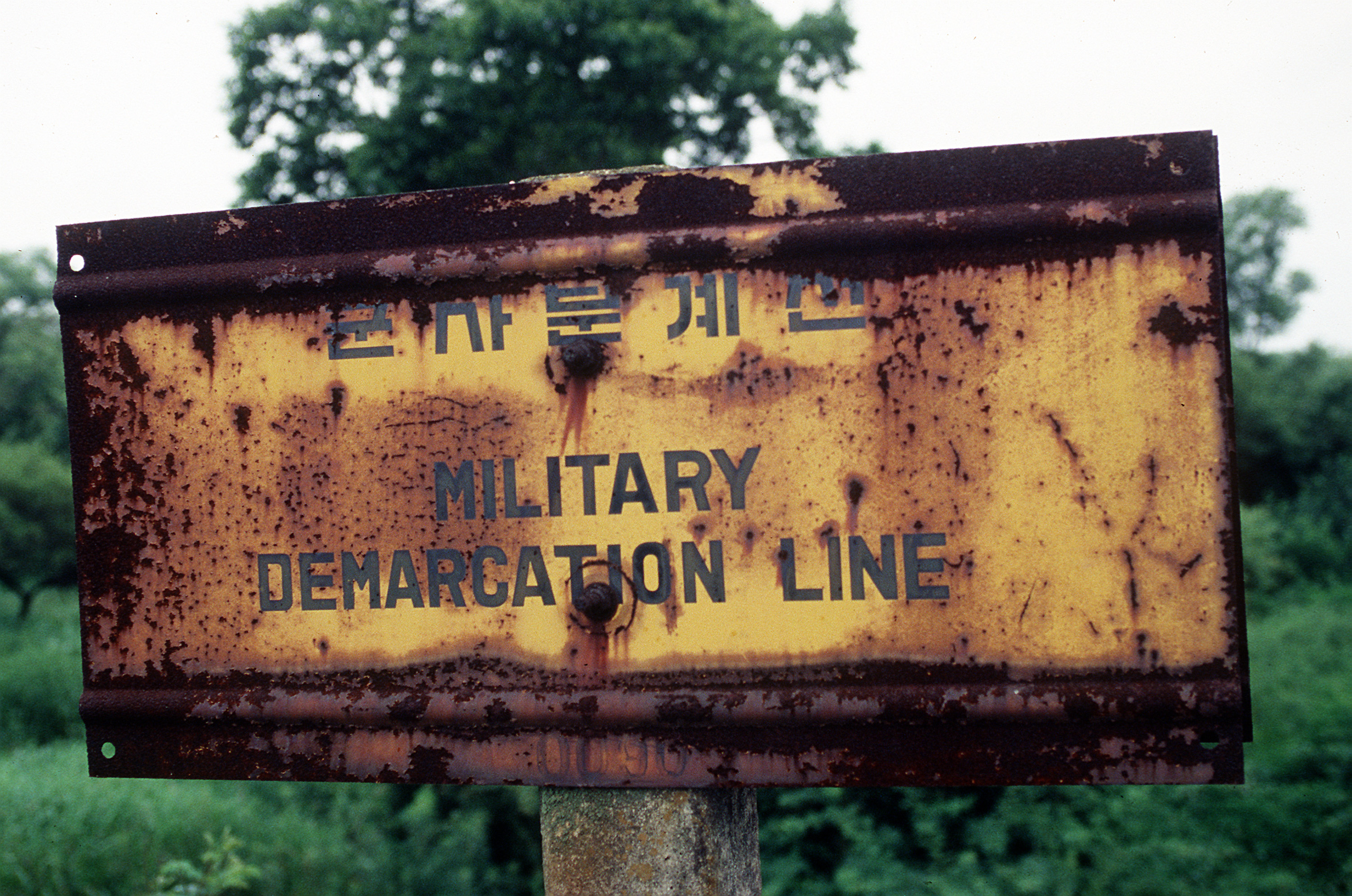
Schild an der Demarkationslinie
(Foto von 1993)

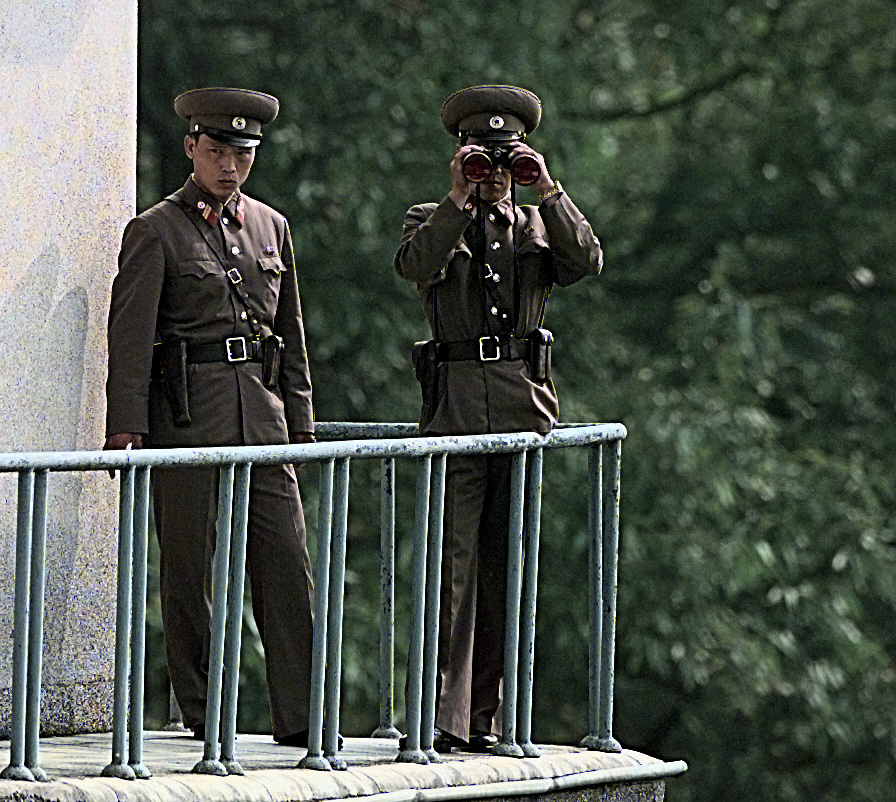
KVA-Soldaten in der DMZ (1998)

- März 1975: Ein zweiter nordkoreanischer Infiltrationstunnel wurde entdeckt.
- Juni 1976: Drei nordkoreanische Eindringlinge und sechs südkoreanische Soldaten wurden bei einem Zusammenstoß südlich der östlichen Hälfte der DMZ getötet. Weitere sechs südkoreanische Soldaten wurden verletzt.
- 18. August 1976: Ein Konflikt um das Fällen eines Baumes in der neutralen Zone der Joint Security Area führte zum Tod von zwei US-Soldaten. Vier weitere sowie fünf südkoreanische Soldaten wurden verwundet.
- 14. Juli 1977: Ein amerikanischer CH-47 Chinook-Hubschrauber wurde abgeschossen, nachdem er in nordkoreanischen Luftraum nahe der DMZ eingedrungen war. Drei Mitglieder der Besatzung kamen dabei ums Leben und der Vierte wurde vorübergehend gefangen genommen[10].
- Oktober 1978: Ein dritter nordkoreanischer Infiltrationstunnel[11] wurde entdeckt.
- Oktober 1979: Drei nordkoreanische Agenten wurden beim Versuch, im östlichen Sektor die DMZ zu durchqueren, gestellt. Dabei wurde einer der Agenten getötet.
- 6. Dezember 1979: Eine US-Patrouille in der DMZ verließ versehentlich die neutrale Zone und geriet in ein nordkoreanisches Minenfeld. Ein Soldat wurde dabei getötet, vier Soldaten wurden verwundet.[12]
- März 1980: Drei nordkoreanische Eindringlinge wurden getötet, als sie versuchten, bei der Mündung des Flusses Han in den Süden zu gelangen.
- März 1981: Drei nordkoreanische Eindringlinge wurden nahe Kumhwa, Provinz Gangwon-do, gestellt, einer davon getötet.
- Juli 1981: Drei nordkoreanische Eindringlinge wurden am Oberlauf des Imjin-Flusses getötet.
- Mai 1982: Zwei nordkoreanische Eindringlinge wurden an der Ostküste gestellt, einer davon getötet.
- März 1990: Ein vierter nordkoreanischer Infiltrationstunnel wurde entdeckt.
- Mai 1992: Drei nordkoreanische, mit südkoreanischen Uniformen verkleidete Eindringlinge wurden bei Cheorwon in Gangwon-do getötet. Dabei wurden drei Südkoreaner verwundet.
- 17. Dezember 1994: Ein amerikanischer Bell OH-58 Kiowa-Hubschrauber drang rund 10 km in nordkoreanisches Gebiet ein und wurde abgeschossen.[12]
- Oktober 1995: Zwei nordkoreanische Eindringlinge wurden am Imjin-Fluss gestellt. Einer wurde getötet, der andere konnte entkommen.
- April 1996: Mehrere hundert bewaffnete nordkoreanische Soldaten drangen im Joint Security Area und an drei anderen Stellen in die DMZ ein und verletzten damit den Waffenstillstand.
- Mai 1996. Sieben nordkoreanische Soldaten überquerten die DMZ, zogen sich aber zurück, als sie von südkoreanischen Soldaten beschossen wurden.
- April 1997: Fünf nordkoreanische Soldaten überquerten die DMZ bei Cheorwon und beschossen südkoreanische Positionen.
- 16. Juli 1997: Es kam zu einem schweren Feuerwechsel zwischen nord- und südkoreanischen Soldaten in einem bergigen Gebiet unter Einsatz von Artillerie und mit mehreren Verwundeten auf nordkoreanischer Seite.[13]
- 26. Oktober 2000: Die Besatzungen zweier amerikanischer Flugzeuge beobachten, wie eine südkoreanische Einheit bei einer Übung versehentlich die DMZ überquert.[12]
- 29. Juni 2002: Bei einem Seegefecht im Gelben Meer fing ein südkoreanisches Schnellboot Feuer und sank. Auch ein nordkoreanisches Boot geriet in Brand und es wird angenommen, dass es ebenfalls zerstört wurde.[14]
- 26. Mai 2006: Zwei nordkoreanische Soldaten drangen in die DMZ ein, um sie zu durchqueren. Sie zogen sich zurück, nachdem von südkoreanischer Seite Warnschüsse abgegeben wurden.
- 7. Oktober 2006: Südkoreanische Soldaten feuerten Warnschüsse ab, nachdem fünf nordkoreanische Soldaten in die DMZ eingedrungen waren.
- 2. Oktober 2007: Mit historischer Symbolik überquerte der südkoreanische Präsident Roh Moo-hyun die Grenze und die demilitarisierte Zone zu Fuß und nahm am gleichen Tag in Pjöngjang an einem Gipfeltreffen mit dem Staatsführer Nordkoreas Kim Jong-il teil.
- 27. Oktober 2009: Ein südkoreanischer Schweinefarmer, nach dem gefahndet wurde, schnitt ein Loch in den Grenzzaun der DMZ und floh nach Nordkorea.[15]
- 29. Oktober 2010: Von Nordkorea aus wurden zwei Schüsse auf einen südkoreanischen Außenposten bei Hwacheon abgegeben, die Südkoreaner antworteten mit drei Schüssen.[16]
- 6. Oktober 2012: Ein 18-jähriger nordkoreanischer Gefreiter floh nach Südkorea. Er durchquerte die DMZ, ohne entdeckt zu werden, und musste erst an die Tür einer südkoreanischen Kaserne klopfen, um auf sich aufmerksam zu machen. Der Soldat erzählte den südkoreanischen Ermittlern später, dass er geflohen war, nachdem er zwei seiner Vorgesetzten getötet hatte.[17][18]
- 13. November 2017: Am 22. November 2017 wurde bekannt, dass bereits am 13. November ein nordkoreanischer Soldat über die Grenze nach Südkorea geflohen war. Er wurde von nordkoreanischen Soldaten verfolgt und angeschossen.[19]

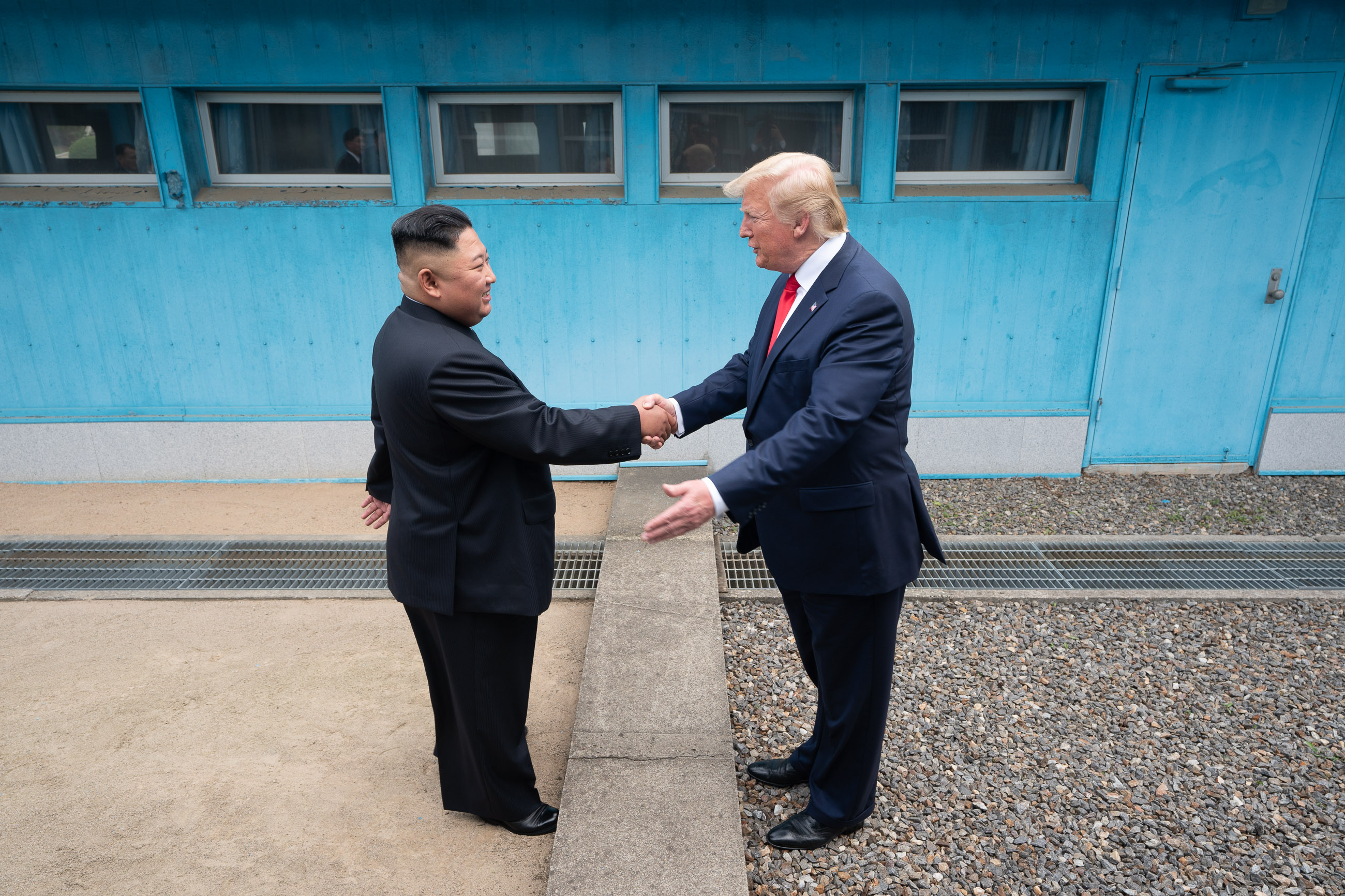
Kim Jong-un und Donald Trump bei ihrem Treffen an der Demarkationslinie

- 30. Juni 2019: US-Präsident Donald Trump und der nordkoreanische Machthaber Kim Jong-un trafen sich in Panmunjeom zu einem Gespräch. Dabei betrat Trump als erster amtierender US-Präsident nordkoreanischen Boden über die Grenze zu Südkorea.
- 3. Mai 2020: Bei der Grenzstadt Cheorwon kam es zu einem Schusswechsel. Auf südkoreanischer Seite gab es keine Opfer.[20]

## Siedlungen

### Militärische Siedlung
In der DMZ befindet sich die Joint Security Area, an dem 1953 der Waffenstillstandsvertrag unterschrieben wurde. Die Joint Security Area ist auch das Hauptquartier der Waffenstillstandskommission MAC. Seit dem Ende des Koreakrieges haben dort wiederholt Verhandlungen zwischen beiden Seiten stattgefunden.

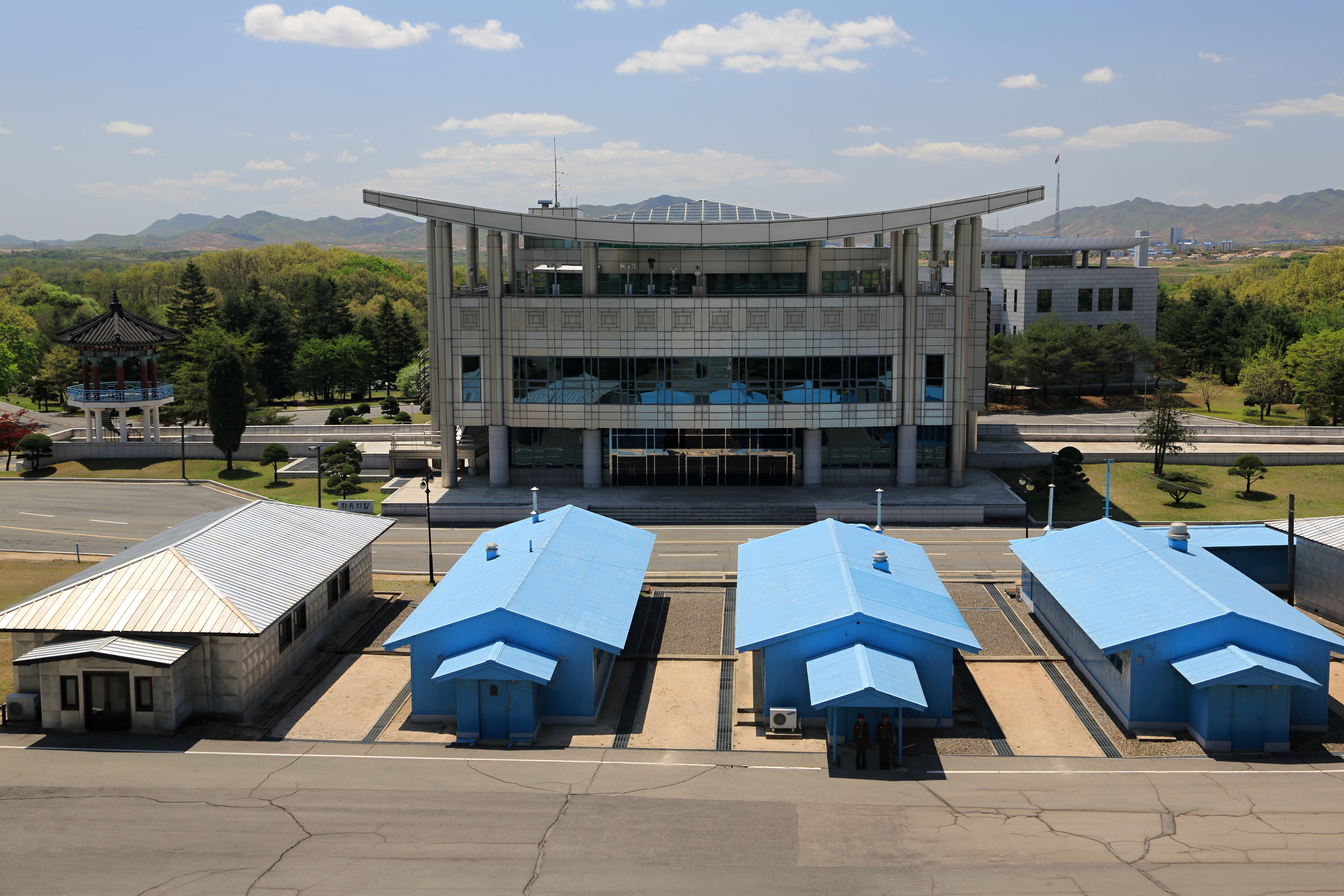
Grenze in Panmunjeom von Nordkorea her
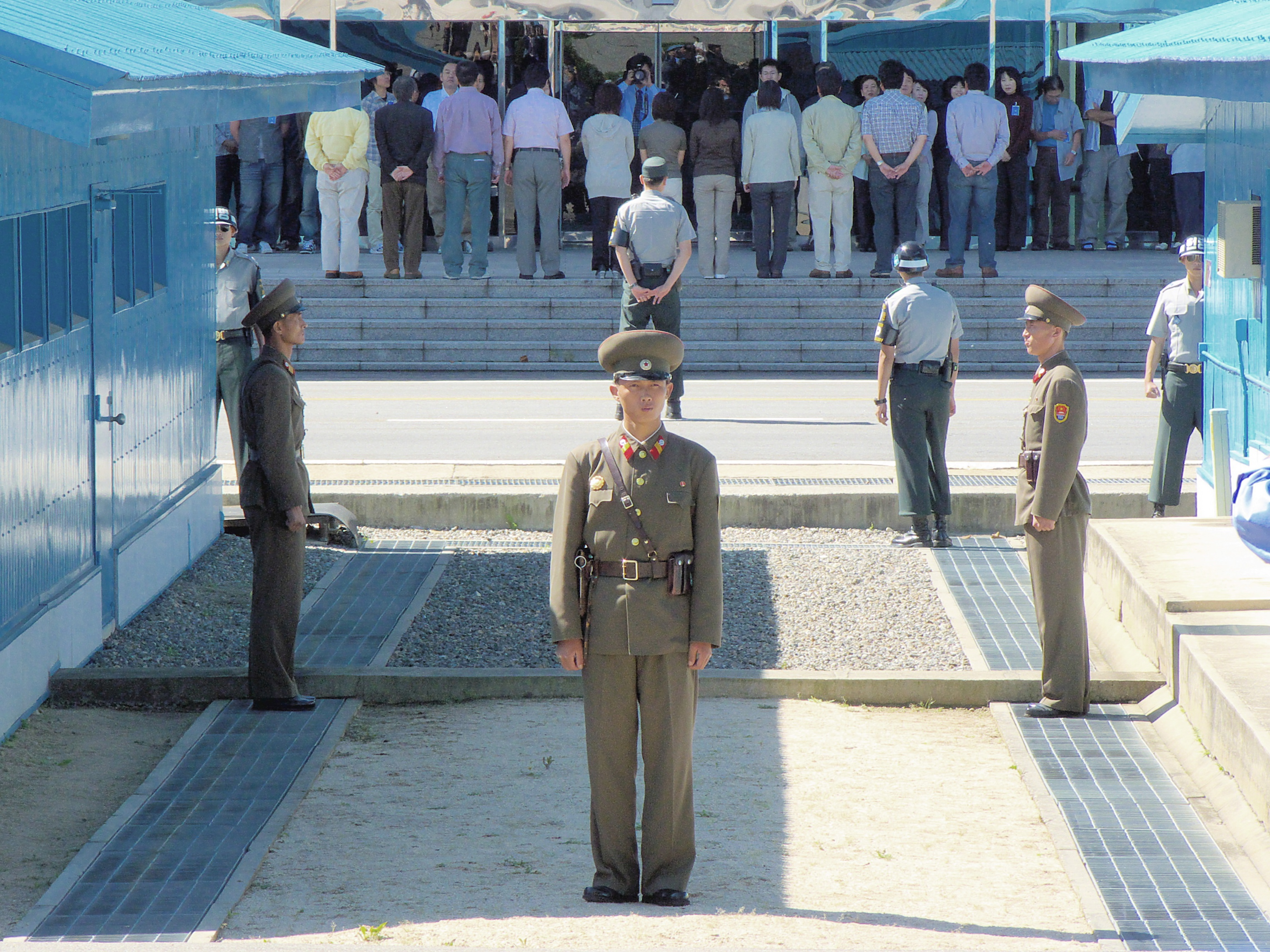
Posten an der Demarkationslinie
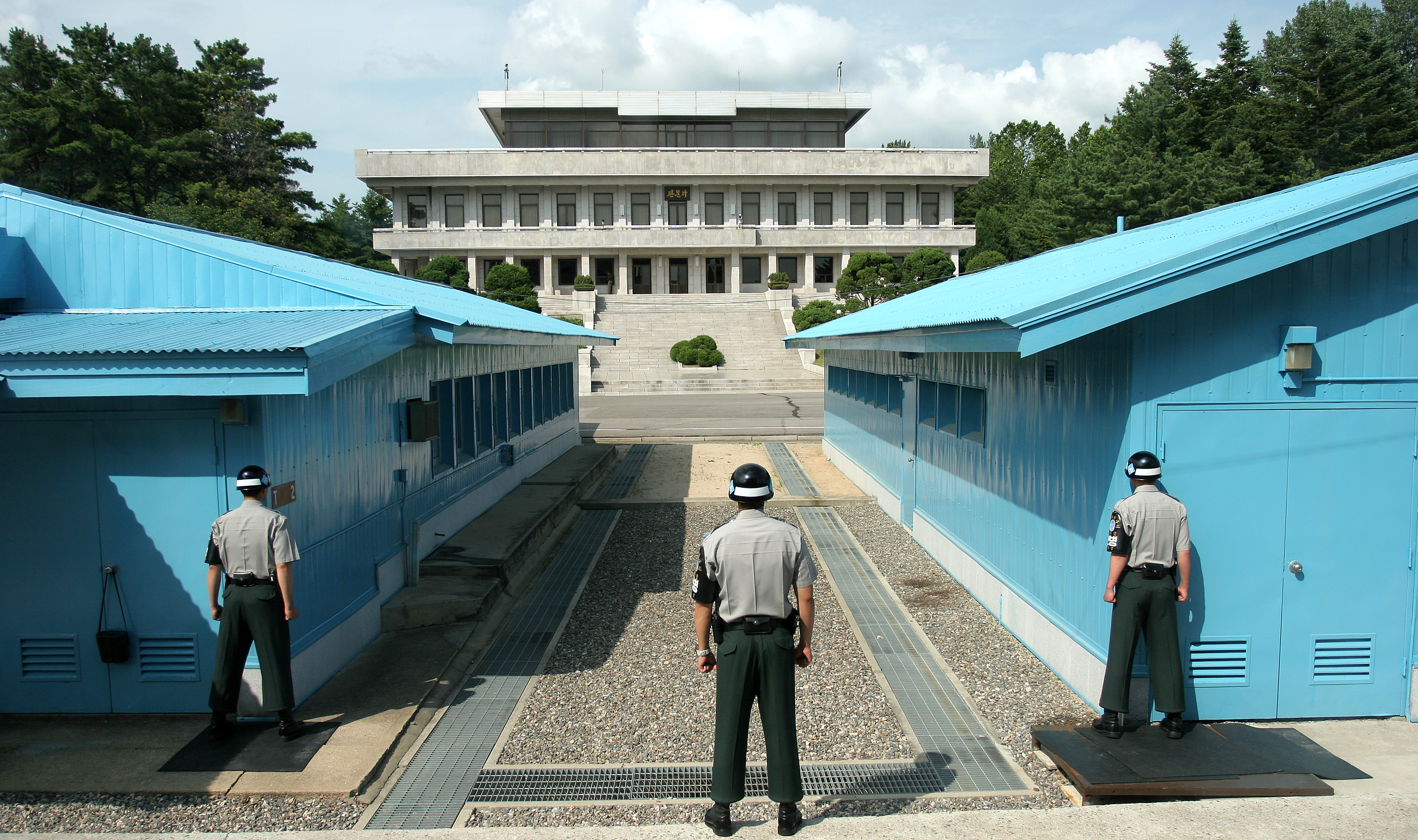
Grenze in Panmunjeom von Südkorea her

### Dörfer
Darüber hinaus gibt es zwei kleine Dörfer:
- Daeseong-dong („Dorf des großen Erfolgs“) – das amerikanische Militär bevorzugt die Bezeichnung Freedom Village („Freiheitsdorf“) – befindet sich auf der Südseite der MDL. Es ist ein traditionelles Dorf und wird von der südkoreanischen Regierung scharf kontrolliert. Wohnen darf dort nur, wer schon bei Abschluss des Waffenstillstands 1953 dort gewohnt hat oder von einem dieser Einwohner abstammt. Die Bewohner dürfen bei Einbruch der Dunkelheit ihre Häuser nicht mehr verlassen, erhalten aber im Gegenzug eine Reihe von Vergünstigungen; unter anderem sind sie vom Militärdienst befreit und müssen auch keine direkten Steuern bezahlen. In Daeseong-dong gibt es auch die Grundschule „Daeseong-dong Elementary School“.

- An der nordkoreanischen Seite befindet sich Kijŏng-dong („Friedensdorf“). Es gilt als „Propagandadorf“, in dem sich hauptsächlich nordkoreanische Soldaten aufhalten sollen. Früher wurde von dort aus nordkoreanische Propaganda über Lautsprecher in südkoreanische Richtung verbreitet.

## Natur
Abgesehen von den erwähnten Siedlungen sowie einer großen Anzahl Landminen, Panzersperren und Stacheldrahtzäunen ist die DMZ vom Menschen weitgehend unberührt. Da sich niemand ohne ausdrückliche Genehmigung der MAC in der DMZ aufhalten darf, konnte sich innerhalb von Jahrzehnten eine naturbelassene Tier- und Pflanzenwelt (Urwald) entwickeln. In der DMZ halten sich seltene und geschützte Tiere wie der Mandschurenkranich, Weißnackenkranich, Mönchsgeier, Schwarzstirnlöffler, Kragenbär und möglicherweise sogar der Sibirische Tiger und der koreanische Leopard auf.
Es gibt ein DMZ-Forum, eine Initiative, die vorschlägt, die DMZ aufgrund ihrer Natur in die UNESCO-Welterbe und als Peace Park einzutragen.
Die südkoreanische Regierung hat am 23. März 2010 angekündigt, entlang der DMZ einen Querfeldein-Radweg zu bauen. Dies ist Teil der Bemühungen, die DMZ zu einer weltklassigen Touristenattraktion zu machen. Weitere Pläne sehen Parks, Begegnungszentren sowie ein Naturobservatorium vor.
Im April 2019 wurde ein Wanderweg entlang eines Teils der DMZ eröffnet.